# ЭР2Р
ЭР2Р (электропоезд рижский, 2-й тип, с рекуперативно-реостатным торможением) — советский пригородный электропоезд постоянного тока, созданный на Рижском вагоностроительном заводе (РВЗ). Построен на базе механической части электропоезда ЭР2 с применением электрооборудования от электропоезда ЭР22В. Заводское обозначение — 62-259. Точных сведений о заводских обозначениях вагонов авторами статьи не обнаружено, но в соответствии с принципами РВЗ они должны быть следующими:
- моторный промежуточный вагон (Мп) — модель 62-260;
- прицепной головной вагон (Пг) — модель 62-261;
- прицепной промежуточный вагон (Пп) — модель 62-262.

## История создания
Ещё в 1950-е годы Рижский вагоностроительный завод разрабатывал оборудование, позволяющее применить на электропоездах электрическое торможение. Использование торможения двигателями позволило бы повысить КПД электропоездов и снизить износ фрикционных элементов и пневматического оборудования (колодок, дисков, компрессора и т. д.). Но до конца 1970-х годов эти попытки заканчивались в основном постройкой опытных образцов и составов малых серий. В 1979 г. РВЗ построил первый электропоезд ЭР2Р-7001 (заводское обозначение 62-259), оборудованный рекуперативно-реостатным торможением. Вагоны были построены на базе вагонов ЭР2 с установкой электрооборудования от вагонов серии ЭР22 последних вариантов (то есть ЭР22В). Первоначально новый электропоезд даже планировали обозначить ЭР22К (то есть как модификацию ЭР22; буква К указывала на короткие вагоны) и присвоить ему номер 71 (то есть продолжить нумерацию серии ЭР22, последним представителем которой был ЭР22В-70).

## Общие сведения
В 1982 г. РВЗ выпустил ещё два электропоезда ЭР2Р, а с 1984 г. приступил к их серийному производству, одновременно прекратив выпуск ЭР2. Их постройка продолжалась до сентября 1987 г. Всего было выпущено 89 электропоездов ЭР2Р, из них 57 10-вагонных и 32 12-вагонных. Также в 1986—1987 гг. заводом было выпущено 8 отдельных головных и 27 отдельных промежуточных электросекций. Таким образом, всего было построено 512 электросекций, или 1024 вагона (см. таблицу ниже).
| 1979 | 7001                                         | 10 | —                | —         |
| 1982 | 7002, 7003                                   | 10 | —                | —         |
| 1983 | 7004—7006                                    | 10 | —                | —         |
| 1984 | 7007, 7008                                   | 10 | —                | —         |
| 1985 | 7009—7027, 7033—7036                         | 10 | —                | —         |
| 1985 | 7028—7032                                    | 12 | —                | —         |
| 1986 | 7038, 7042—7045, 7047—7051, 7066—7071        | 10 | 3060, 3061, 3065 | —         |
| 1986 | 7037, 7039—7041, 7046, 7052—7065             | 12 | 3060, 3061, 3065 | —         |
| 1987 | 7072—7074, 7076—7078, 7081, 7082, 7086, 7087 | 10 | 2201—2205        | 3074—3100 |
| 1987 | 7075, 7079, 7080, 7083—7085, 7088, 7089      | 12 | 2201—2205        | 3074—3100 |

### Составность
Основная композиция электропоезда — 2Пг+5Мп+3Пп (10 вагонов) — полностью соответствует композиции ЭР1. Электропоезд при эксплуатации мог формироваться в композициях по общей формуле (Пг+Мп)+0..4×(Мп+Пп)+(Мп+Пг), то есть сцеплением секций из моторного и прицепного вагонов. Таким образом, также была возможна эксплуатация в композициях:
- 2Пг+4Мп+2Пп (8 вагонов);
- 2Пг+3Мп+1Пп (6 вагонов);
- 2Пг+2Мп (4 вагона).

### Технические характеристики
Основные параметры для 10-вагонного электропоезда ЭР2Р:
- масса тары:
  - вагона Мп: — 58,5 т;
  - вагона Пп: — 42,0 т;
  - вагона Пг: — 40,5 т;
- число сидячих мест:
  - вагона Мп: — 110;
  - вагона Пп: — 107;
  - вагона Пг: — 84;
- общая часовая мощность ТЭД: — 240×5×4=4800 кВт.

## Конструкция[2]

### Механическое оборудование
В механическую часть нового состава по сравнению с ЭР2 изменений не вносилось. Однако масса вагонов увеличилась (моторного — до 58,5 т, головного — до 42,0 т, прицепного — до 40,5 т) ввиду установки более тяжёлого электрооборудования. По сравнению с ЭР2 десятивагонного исполнения аналогичный состав ЭР2Р тяжелее приблизительно на 30 т. Поэтому были применены тележки ТУР-01, рассчитанные на более высокие нагрузки.

### Электрооборудование
Тяговые электродвигатели (ТЭД) модели 1ДТ-003.1 были унаследованы от поезда ЭР22В. Мощность часового режима ТЭД составляла 240 кВт при токе потребления 350 А. Частота вращения вала составляла:
- при 100 % возбуждения (усиленное) — 570 об/мин;
- при 50 % возбуждения (нормальное) — 740 об/мин;
- при 18 % возбуждения (ослабленное) — 740 об/мин.

На поезде применено опорно-рамное подвешивание ТЭД. Рекуперативное торможение на ЭР2Р возможно при снижении скорости от 130 до 55 км/ч. Дальнейшее включение рекуперативного режима было бы неэффективно, в связи с чем в диапазоне скоростей от 55 до 10 км/ч включался реостатный режим торможения. При снижении скорости от 10 км/ч до полной остановки использовалась пневматическая тормозная система.
Рекуперативное торможение на электропоездах ЭР2Р, а также электропоездах ЭР2Т до номера 7194 осуществлялось без прямого входа в рекуперацию. Другими словами, оно происходило не вентильным (диодным) способом, а другим методом. Суть данного метода заключалась в предварительном наращивании напряжения на якорях и сравнении его с напряжением сети. При таком методе рекуперация происходит следующим образом. Сначала включается контактор Т, который соединяет якоря двигателей с пуско-тормозными сопротивлениями (ПТС). Обмотки возбуждения при этом получают питание от тиристорного моста, которым управляет блок системы автоматического удержания тока (САУТ). Блок САУТ, посылая импульсы в тиристоры с определённым углом открытия, регулирует ток в цепи обмоток возбуждения (ОВ). Напряжение на якорях ТЭД напрямую зависит от тока на ОВ и скорости вращения якорей. Увеличивая ток ОВ, САУТ увеличивает напряжение на якорях ТЭД. Таким образом происходит наращивание напряжения на якорях ТЭД. Это так называемое предварительное реостатное торможение с независимым возбуждением ТЭД. Для контроля режимов задействованы четыре реле — герконовое реле баланса напряжений (РБН), реле включения рекуперации (РВР), реле максимального напряжения (РМН) и реле самовозбуждения (РСВ). РБН является нормально замкнутым и своими контактами закорачивает катушку РВР, не позволяя ей включиться. Как только напряжение на якорях ТЭД приблизится к напряжению сети (разность напряжений от 90 до 200 В) или станет равным напряжению сети, РБН разомкнёт свои контакты и включит РВР. Последнее включит линейный контактор ЛК и отключит контактор Т, а также соединит якоря ТЭД с контактной сетью, отключив их от ПТС. В этот момент происходит переход от реостатного к рекуперативному торможению. Если напряжение ТЭД превысит пороговую величину, то включится реле максимального напряжения (РМН) и отключит ЛК и включит Т, то есть переведёт схему обратно, на реостатное торможение с независимым возбуждением. Пороговая (максимальная) величина напряжения при переключении находится в диапазоне от 3950 до 4000 В. При уменьшении скорости движения будет увеличиваться ток на ОВ. Когда он достигнет порогового значения, которое лежит в диапазоне от 230 до 250 А, САУТ включит РСВ, и тем самым переведёт схему на самовозбуждение.
По такому методу осуществлялось рекуперативно-реостатное торможение на всех электропоездах ЭР2Р, а также на ЭР2Т до номера 7194. Этот метод имеет три недостатка. Во-первых, это как минимум четыре переключения в силовой схеме за одно торможение. Во-вторых, ничтожно малый процент рекуперации. В-третьих, вероятность включения так называемого «моторного режима», что является самым главным недостатком. Это произойдёт в том случае, если при рекуперации напряжение на якорях ТЭД станет значительно ниже напряжения контактной сети. В этом случае ТЭД мгновенно перейдёт из генераторного режима в моторный, и вместо торможения включится тяга. Чтобы этого не происходило, в схему введён элемент защиты — реле моторного тока (РМТ). При появлении такого режима оно включит контактор Т и отключит ЛК, чем переведёт схему обратно, на реостатное торможение. Но, в отличие от РМН, на самоподхват реле не встанет, и возможно включение рекуперации по новому циклу. Из-за этого ряда недостатков пришлось перейти на новую схему, которую внедрили на поездах ЭР2Т с номера 7194 и далее. Это так называемая схема прямого входа в рекуперацию, когда используется включение через диод. Позднее на некоторых электропоездах ЭР2Р (номера точно не известны) в условиях ремонта в депо штатная схема была заменена диодной. Аналогичная диодная схема стала применяться и на многих других поездах постоянного тока.

### Нумерация и маркировка[1][3]
Система нумерации и маркировки, применённая на поездах ЭР2Р, в целом соответствует принятой для других электропоездов РВЗ (впервые подобная система применена для серии ЭР1). Составы получали номера четырёхзначного написания (от 7001 до 7089). Маркировка на лобовой части головных вагонов выполнялась в формате ЭР2Р-XXXX, где XXXX — номер состава (без указания номера вагона). Маркировка выполнялась под лобовыми стёклами в центре. Каждый вагон состава получал свой номер, в котором первые цифры означали номер состава, последние две — номер вагона по комплекту. Маркировка с номерами вагонов выполнялась под окнами посередине вагона и отличалась от маркировки на лобовой части добавлением двух цифр номера вагона в тот же формат. Моторные вагоны получали чётные номера (02, 04, 06, 08, 10 и 12), головные — 01 и 09, промежуточные прицепные — остальные нечётные (03, 05, 07 и 11). Например, маркировка первого головного вагона электропоезда ЭР2Р-7046 будет ЭР2Р-704601; одного из моторных вагонов того же поезда будет ЭР2Р-704604 и т. д. Также под лобовыми стёклами в центре (над номером) закреплялся логотип РВЗ того времени (буквы «RVR»).

## Эксплуатация
Электропоезд ЭР2Р, из-за многочисленных нареканий на него от эксплуатирующих депо, не был аттестован. Вместо ЭР2Р завод перешёл на выпуск электропоездов ЭР2Т, отличавшихся от ЭР2Р, главным образом, более надёжным электрооборудованием.
Опытный образец (ЭР2Р-7001) проходил обкатку в депо Засулаукс в Латвии; с завода был передан в депо ТЧ-17 Нахабино Московской железной дороги (Рижское направление). 8 февраля 1983 года состав поступил для эксплуатации в депо ТЧ-4 Железнодорожная Московской дороги (на Горьковское направление). С марта 1983 года все остальные электропоезда стали передаваться в эксплуатацию также в депо ТЧ-4 Железнодорожная, а затем и на другие участки.
По состоянию на 2020 год все оставшиеся электропоезда и дополнительные вагоны ЭР2Р эксплуатируются в двух странах: в России на Московской железной дороге (бо́льшая часть электропоездов и дополнительных вагонов данной серии до ноября 2019 года находились в ТЧ-14 Лобня, после такие составы как ЭР2Р-7018, 7023, 7024, 7049, 7054, 7075, 7078, 7084, 7085 были переданы в ТЧ-26 Куровская) и на Украине на Южной железной дороге (РПЧ-1 Харьков); в то же время отдельные вагоны можно встретить на Октябрьской железной дороге.
- ЭР2Р-7022 в сине-серой окраске Ярославского направления МЖД
- ЭР2Р-7083 в красно-серой корпоративной окраске ОАО «РЖД»
- ЭР2Р-7071 в бело-голубой окраске АО «Укрзализныця»
- ЭР2Р-7054 в красно-серой корпоративной окраске ОАО «РЖД» на Казанском вокзале МЖД

## Транспортные происшествия
- В 14 часов 38 минут 19 июня 2017 года на станции Москва-Пассажирская-Курская произошёл сход колёсных пар двух вагонов электропоезда ЭР2Р-7075, отправлявшегося в сторону станции Щербинка, что привело к крену его вагонов и последующему боковому столкновению  с поездом «Стриж», прибывавшем из Нижнего Новгорода. Поскольку один состав ещё не успел набрать скорость, а другой почти остановился, разрушения были не слишком опасны. Два человека получили ушибы, серьёзно повреждены вагоны 03 и 04 электропоезда. Причиной произошедшего, по предварительным данным Московского межрегионального управления на транспорте СК, стал «отказ стрелочного механизма»[5][6][3].

- 31 января 2020 года в 11 часов 02 минуты на территории моторвагонного депо ТЧ-26 МЖД (Куровская) при производстве маневровых передвижений допущено столкновение с вагонами электропоезда ЭР2Р-7018, приведшее к разрушению вагона ЭР2Р-701802. Причиной происшествия стала неправильная постановка стрелочного перевода. Пострадавших нет[3].

Известны также случаи возгорания некоторых вагонов (например, вагоны 01 и 02, позже 04 состава ЭР2Р-7064). Данные о пострадавших не обнаружены.

## Эксперименты с электропоездами ЭР2Р
В 1980-х годах на РВЗ разрабатывался электропоезд ЭР24, в котором планировали реализовать идею перегруппировки двигателей. Эти перегруппировки планировалось осуществлять, объединяя в одну силовую схему два моторных вагона. При этом на последовательном соединении должны были быть включены восемь двигателей, а на последовательно-параллельном — группы 2×4 двигателя. Составность электропоезда из-за этого предполагалась секционной, причём из четырёхвагонных секций (8 или 12 вагонов). Каждая секция состояла бы из двух прицепных и двух моторных вагонов (Пп+Мп+Мп+Пп или Пг+Мп+Мп+Пп).
Реализовать такую схему удалось лишь в 1995 году специалистами МЭИ на электропоезде ЭР2Р-7066 при проведении капитального ремонта. В некоторых документах состав даже был обозначен как ЭР2С, хотя маркировка на вагонах не поменялась.
Специалисты МЭИ заявляли для новой схемы расчётную экономию электроэнергии в 35 %. При проведении испытаний подтвердилось лишь 15…20 % экономии. Причём состав показал недостаточную надёжность, к тому же ухудшились показатели разгона и торможения. В следующем году состав передали в депо Железнодорожная, где он эксплуатировался и отлаживался при ежедневном наблюдении представителями МЭИ. Эксплуатация подтвердила, что компоновка из четырёх секций не позволяет создавать нужные иногда композиции. Тогда в схему управления были внесены изменения, позволившие оперативно переключать каждый моторный вагон на работу в новом режиме (для четырёхвагонной секции) или в обычном режиме (для двухвагонной секции). Благодаря этому стало возможным комплектовать поезд из десяти вагонов. Но в последнем варианте, поскольку характеристики секций получились различными, стали наблюдаться продольные удары по поезду в тяге и при электрическом торможении, что могло негативно отразиться на комфорте пассажиров.

## Судьба электропоездов
Электропоезд ЭР2Р-7001 не прошёл КР-1 и был списан в 1987 году. Его головной вагон № 700109 долгое время находился в Щербинке в заброшенном состоянии (дальнейшая судьба неизвестна). Кабина головного вагона № 700101 была установлена в ПТУ-129 в Москве (после слияния с другими учреждениями — железнодорожный колледж № 52) в качестве учебного пособия. Моторный вагон № 700110 разрезан в лом. Судьба остальных вагонов неизвестна; вероятно большинство из них разрезано в металлолом. Все прочие электропоезда серии продолжали работать на Московской и других железных дорогах.
Начиная с 2010 года электропоезда ЭР2Р начали постепенно списываться в связи с заменой инвентарного парка новыми электропоездами ЭД4М. Последняя такая электричка на регулярных линиях России, ЭР2Р-7084, курсировавшая по маршруту Рязань — Узуново, была выведена из эксплуатации в июле 2025 года.